# Sinistrografia
Sinistrografia este scrierea cu mâna stângă.
În cazul existenței unei deprinderi în acest sens,formate în mod natural la stângaci sau dobîndite ulterior prin exerciții,fie datorită îmbolnăvirii sau pierderii mîinii drepte,fie dorinței scriptorului de a scrie cu ambele mâini,grafismul se caracterizează prin  automatizarea și coordonarea superioară a mișcărilor și prin constanța caracteristicilor generale individuale.
Acestea nu prezintă mari deosebiri față de scrisul obișnuit executat cu mîna dreaptă.Atunci când sinistrografia este ocazională,se produce o denaturare a scrisului obișnuit.Datorită lipsei deprinderilor,a stereotipului dinamic,mișcarile sunt greoaie,neordonate,încete.
Din confruntarea  tendinței(firești din punct de vedere fiziologic) de îndepartare de corp a mîinii și a necesității de a se apropia totuși de corp,pentru a scrie de la stânga la dreapta,rezultă un grafism inorganizat,inconstant din punct de vedere dimensional,al plasării literelor pe orizontală și al înclinării(deși predomină înclinarea spre stânga),precum și din punct de vedere al spațiilor dintre semnele grafice și al gradului de legare a acestora în cuvinte(în genere mai reduse decât în scrisul obișnuit).
Se constată,de asemenea,construcția diferită a acelorași litere,cum și execuții similare modelelor tipografice.Tipice pentru scrierea neobișnuită cu mâna stângă sînt imaginile speculare. Multe elemente și semne grafice se execută cu mișcări de la dreapta la stânga,iar cele finale sînt mult alungite în jos.Schimbarea orientării mișcărilor în cadrul aceleiași litere face ca aceasta sa pară compusă din mai multe părți.Din această cauză,unele trăsături,inclusiv cele de legătură,sînt frânte, unghiulare,ovalele au tendința de poligonare,apar tremurături,întreruperi,retușari.Gradul de presiune îl depășește pe cel al scrisului obișnuit. 
Sinistrografia ocazională provoacă dereglări atât ale caracteristicilor grafice generale,cît și ale celor individuale.Cu toate acestea,se mențin o serie de particularități ale scrisului executat cu mina dreapta,cum sînt gradul de evolutie,forma generala a semnelor grafice,unele caracteristici de ordin topografic precum și cele ale limbajului scris.